# مايك ريتشموند
مايك ريتشموند (بالإنجليزية: Mike Richmond)‏ هو عازف جاز أمريكي، ولد في 26 فبراير 1948 في فيلادلفيا في الولايات المتحدة.

## وصلات خارجية
- مايك ريتشموند على موقع ميوزك برينز (الإنجليزية)
- مايك ريتشموند على موقع أول ميوزيك (الإنجليزية)
- مايك ريتشموند على موقع ديسكوغز (الإنجليزية)